# Lauerz
Lauerz és un municipi del cantó de Schwyz, situat al districte de Schwyz.

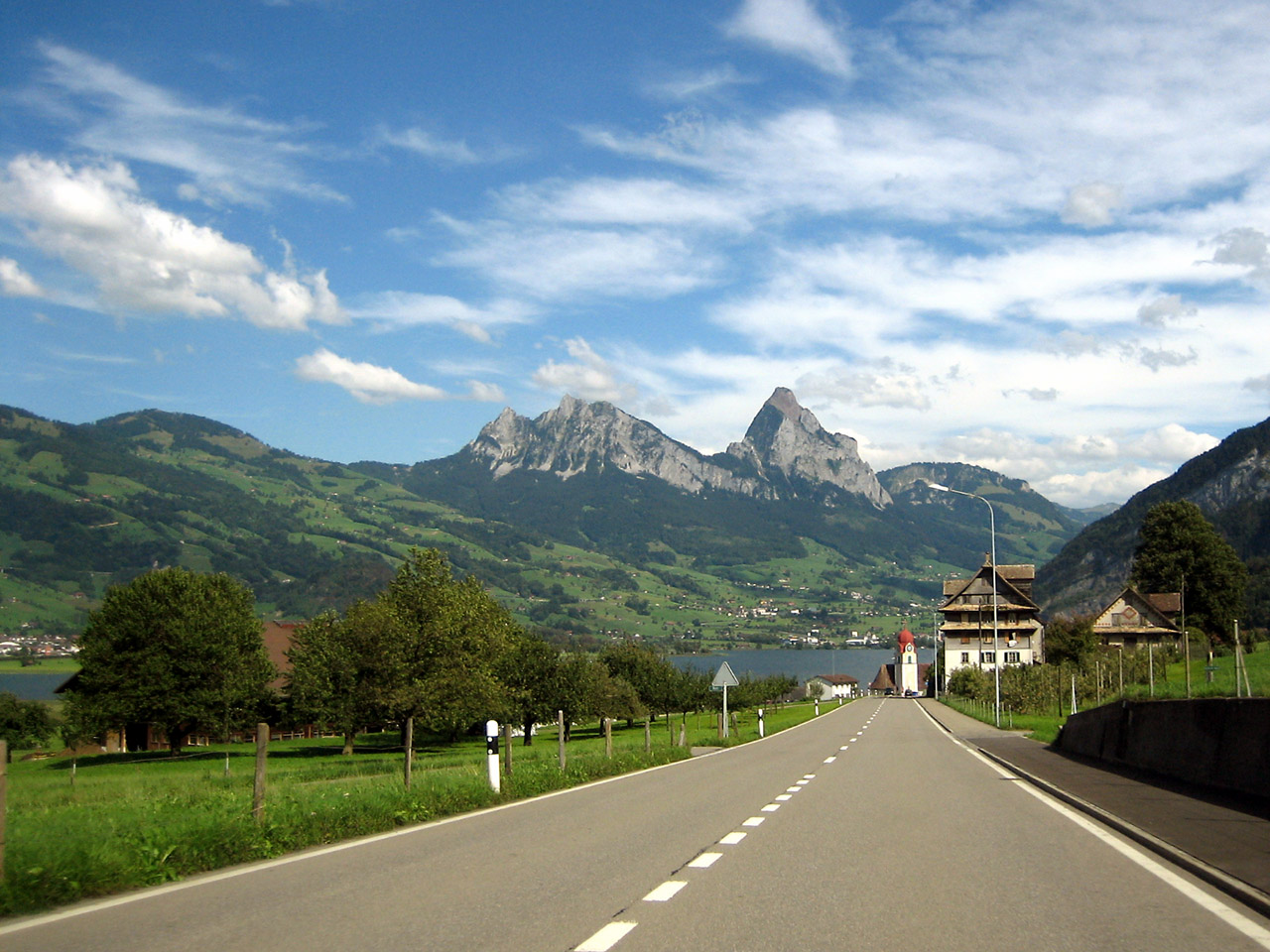
Vista general